# Felinina
La felinina è un amminoacido presente nel gatto e in altri Felidi come precursore del feromone 3-mercapto-3-metilbutan-1-olo (o MMB).
Scoperta nel 1951, la felinina è presente sia nei maschi che nelle femmine, compresi gli esemplari castrati, anche se con livelli molto diversi, apparentemente legati al testosterone. Ad esempio, nel gatto si rileva una produzione di 95 mg nelle 24 ore nei maschi, 29 mg nei maschi castrati, 19 mg nelle femmine e 13 mg nelle femmine castrate.
La felinina si trova nel sangue all'interno di un tri-peptide detto "γ-glutamilfelinilglicina" (GFG) che si separa nei suoi componenti quando arriva nei reni. Di lì la felinina viene emessa con l'urina. Dal punto di vista funzionale, si suppone che sia legata alla marcatura del territorio. Una volta emessa, la molecola inizia a degradarsi rapidamente emettendo un forte odore caratteristico che deriva dalla presenza di zolfo.
Dopo la scoperta del modo in cui si sposta all'interno dell'organismo, gli studi sulla felinina sono volti a capire: dove si formi il GFG (solo nel fegato o anche in altri tessuti), quali funzioni abbia esattamente la felinina e cosa comunichi agli altri gatti e come sia possibile neutralizzarne l'odore particolarmente sgradevole per gli umani. Possibili impieghi della felinina sono nell'uso come repellente per topi e in quello di piccole dosi nelle lettiere per gatti come attrattivo.